# Mollicauda
Mollicauda är ett släkte av tvåvingar. Mollicauda ingår i familjen puckelflugor.
Kladogram enligt Catalogue of Life:
| Mollicauda | \| \| Mollicauda discrepans \| \| \| \| \| \| Mollicauda subprycornis \| \| \| \| |
|            | \| \| Mollicauda discrepans \| \| \| \| \| \| Mollicauda subprycornis \| \| \| \| |
|            | Mollicauda discrepans                                                             |
|            |                                                                                   |
|            | Mollicauda subprycornis                                                           |
|            |                                                                                   |